# ペインクリニック

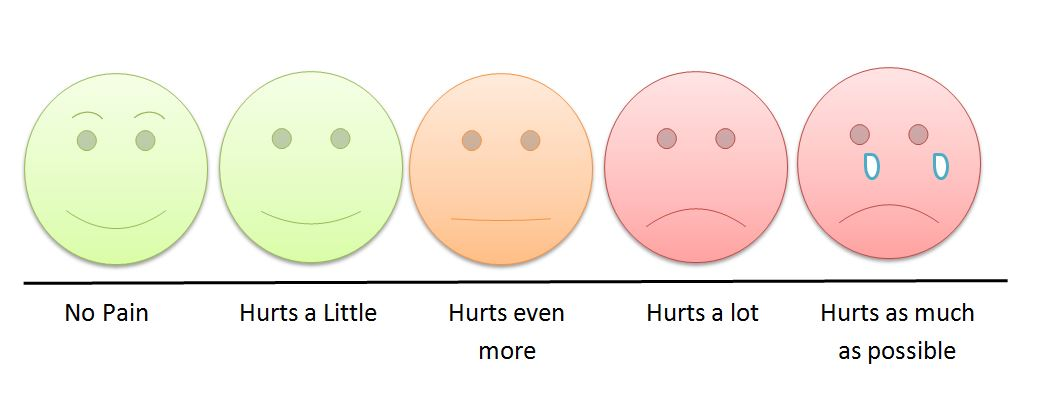
子供向けの5段階フェイススケール。

ペインクリニックとは、症状や身体所見から多角的に痛みの原因を診断し、薬物療法だけでなく神経ブロックを始めとする各種の治療法を駆使して痛みを軽減・消失させQOLを向上させることを目的とする診療科である。
ペインクリニック科という標榜科は存在しない。というのは、標榜科の規則として、内科または外科の診療方法の名称属性としての標榜しか認められていないため、「内科（ペインクリニック）」などの形が求められ、ペインクリニック科での単独標榜はできないからである。

## 歴史
日本にペインクリニックが誕生したのは、1962年8月1日に東京大学の麻酔科学教室にペインクリニック外来が設立されたのが最初である。現在はこの名称が普及し、ペインクリニック開業の医院も各地に存在する。また学会組織として、「日本ペインクリニック学会」が存在する。一方で日本最初のペインクリニックは、奈良県立医科大学整形外科学教室初代教授の恩地裕（おんじ ゆたか）が米国ユタ大学で麻酔を学んだ後、1961年、同大学附属病院で週一度外来に開設したものだとする文献もある。1961年当時東京大学麻酔科講師だった若林文吉が奈良県立医大のペインクリニックを見学し、翌1962年、東京大学にて設立したとされる。

## 対象となる症状
すべての痛みがペインクリニックの対象となる。その中には、侵害受容性疼痛（本来の痛みの機能に由来する痛み）や、神経障害性疼痛（病的な痛み））、心因性疼痛（心情と密接に関係する痛み）など多種多様なものが含まれる。体の部位で考えると、頭部・顔面痛・頚肩腕痛・胸背部痛・腹痛・腰下肢痛・骨盤内・陰部痛など身体のあらゆる箇所の痛みが対象となる。疾患の種類としては、片頭痛をはじめとする頭痛全般、三叉神経痛、筋骨格系疼痛（筋筋膜性疼痛症候群、椎間板ヘルニア、変形性脊椎症、脊柱管狭窄症、腰椎術後疼痛、肩関節周囲炎、胸郭出口症候群など）、帯状疱疹・帯状疱疹後神経痛、がん性疼痛、閉塞性動脈硬化症やバージャー病、膠原病などによる難治性潰瘍、術後痛、複合性局所疼痛症候群、幻肢痛、引き抜き損傷後疼痛、などがある。

## 治療
基本的には保存療法、つまり手術を伴わない治療が図られ、早期社会復帰やQOLの改善を目指す。神経ブロック以外には、高周波熱凝固法（RF）、パルス高周波法（PRF）、脊髄刺激療法（SCS）、脊柱管内治療・椎間板内治療・椎体内治療、理学療法、薬物療法、心理療法なども扱う。理学療法、薬物療法、心理療法については内科などの他科でも可能だが、神経ブロックなどの介入的な（インターベンショナル）痛み治療は、ペインクリニックや麻酔科外来が中心となって実施される。

## 神経ブロック
ペインクリニックにおいて主に利用される治療として、神経ブロック療法がある。これは痛みや神経機能の亢進や低下といった異常が起こっている患部、ないしは支配神経に直接針を挿入し、薬剤を注入する治療法である。神経には痛みなどを感じる「知覚神経」、体を動かすための「運動神経」、不随意神経である「自律神経」の3種類があり、神経に直接働きかけることで、「痛みの除去」「筋肉の緊張や凝り、けいれんの改善」「交感神経の調整による血流改善」などの効果が得られ、それらの組み合わせでさまざまな病気を治療するものとされている。また、痛みが慢性化すると心にも影響するため心理的アプローチや予防的生活指導も行われる。

### 治療の概略
神経ブロック療法を行う前には、まず痛みの場所や痛み方を問診票や、フェイススケール（笑顔から泣き顔までの数種類の顔から痛み度を患者に示してもらう。VAS（Visual Analogue Scale）とも）、電流知覚閾値検査装置（PainVision、ニューロメーター）などで痛みの度合いを客観的に評価することもある。心因性からくる痛みが疑われる場合は、更にうつ病尺度を測る検査を行う。
病歴を聴取し、視診や触診をして、必要ならばMRIやCTといった画像診断や筋電図検査を行い、他科と連携して治療にあたったほうがいいかなどの検査・治療方針を患者とともに立てていく。
実際の施術では、星状神経節や硬膜外腔などに注射するためにはミリ単位の位置調整が求められるため、熟練したペインクリニック専門医が行うことが多い。施術が終わった後は、止血と術後観察のため、しばらく安静にする。
術後、局所麻酔薬で交感神経がブロックされると、末梢の血管が拡張して血行が改善され、また知覚神経がブロックされると患部の痛みの緩和が期待できる。
ただ、多くの神経ブロック療法は、一回の施術で痛みが完治するというものではなく、ガバペンチンや、痛みに応じた解熱鎮痛消炎剤、抗うつ薬などを患者にあわせて投与しつつ、様子を見ながら複数回行われることが一般的である。

### 硬膜外ブロック
硬膜外麻酔と同義だが、ペインクリニックにおいては硬膜外ブロックと呼ばれることが多い。硬膜は脊髄を取り囲んでいる一番外側の膜で、硬膜と黄色靭帯との隙間のことを硬膜外腔とよび、ここに局所麻酔薬などを注入する。

### 星状神経節ブロック
星状神経節は首に左右一対存在する長さ3cmの交感神経の合流点（神経節）。星状神経節ブロックとは、この部位に局所麻酔薬を注入することで、交感神経の機能を一時的に押さえ込んで、血管を拡張して血液の流れを改善する治療法。交感神経の遮断により、顔面、頭部、上肢、上胸部の血管が拡張し、血液の循環が良くなる。交感神経を遮断することで痛みの悪循環と呼ばれる痛みの慢性化を作り出す機構を抑え込むことができる。適応範囲は広く、頭部から胸部の痛みや、しびれ、麻痺、血流障害などをきたす疾患が対象で、主な適応疾患は、種々の頭痛、帯状疱疹痛、帯状疱疹後神経痛、複合性局所疼痛症候群、幻肢痛、顔面神経麻痺、突発性難聴、アレルギー性鼻炎、網膜色素変性症、網膜中心動・静脈閉塞症、頸椎・椎間板ヘルニアなど。

### 注意点
神経ブロック療法は実績のある比較的安全な施術方法ではあるが、次のような場合は注意を要する。
- アレルギーがある場合（特に局所麻酔剤や薬剤など）
- 血液が凝固しにくい体質の場合
- 薬、特に抗凝固剤や市販の風邪薬や痛み止めを飲んでいる場合（血液が凝固しにくくなる場合がある）
- 血液疾患、肝臓病がある場合
- 血圧が高い場合
- 皮膚炎があるなど皮膚が弱い場合
- 糖尿病などで免疫機能が弱い場合
- 大きな手術歴・病歴がある場合
- 他の病院でも治療を受けている場合
- 当日の体調が悪い場合

また、施術直後の飲食、および当日の運動・入浴・シャワーなどは行われるブロックの種類によっては時間をおかねばならないことがある。

## トリガーポイント注射
トリガーポイント（疼痛誘発点）とは「最もコリの強い所」「最も痛みが強い所」、「圧迫により痛みが拡がる所」。多くのトリガーポイントは、直接的な外傷や慢性の筋肉疲労などによって発生し、筋肉、または筋膜が緊張している部位に存在する。一方で、内臓の異常によっても、肩や腰の周辺にトリガーポイントが作り出される。例えば、肝臓、胆嚢疾患だと右肩から背中に、心臓、膵臓では左肩から背中に、尿路結石症では同側の腰にという具合。これらは内臓体壁反射と呼ばれ、内臓からの関連痛によって、トリガーポイントが形成される。トリガーポイント注射では、局所麻酔薬と副腎皮質ステロイド薬を混和した薬液をトリガーポイント内へ注入する。これにより、痛みの悪循環を遮断して血流を改善し、筋肉の緊張を和らげ、体内に存在する痛みを作り出す物質を洗い流す。どんな痛みでも慢性痛が形成される前に、処置を行うことが肝要。主な適応疾患は、肩こり、緊張型頭痛、筋・筋膜性疼痛症候群、線維筋痛症、頸椎椎間板ヘルニア、脊柱管狭窄症など。

## 近赤外線照射
高出力の近赤外線を皮膚を通して星状神経節に照射する方法。麻酔を使う方法より効果が穏やかだが、注射や切開の必要がないため副作用や痛みが無く、患者への負担が極めて軽い。